# Commelina humblotii
Commelina humblotii är en himmelsblomsväxtart som beskrevs av Joseph Marie Henry Alfred Perrier de la Bâthie. Commelina humblotii ingår i släktet himmelsblommor, och familjen himmelsblomsväxter.
Artens utbredningsområde är Madagaskar. Inga underarter finns listade.